# Ypthima zanjuca
Ypthima zanjuca is een vlinder uit de onderfamilie Satyrinae van de familie Nymphalidae. De wetenschappelijke naam van de soort is, als Strabena zanjuka, voor het eerst geldig gepubliceerd in 1885 door Paul Mabille.